# Bóximo
Bóximo är en ort i Mexiko, tillhörande kommunen Jiquipilco i den nordvästra delen av delstaten Mexiko. Orten hade 124 invånare vid folkräkningen 2010.